# Schořov
Schořov (německy Schorschow) je obec v okrese Kutná Hora ve Středočeském kraji. Leží asi čtrnáct kilometrů jihovýchodně od Kutné Hory a šest kilometrů jižně od města Čáslav. Žije v ní 85 obyvatel.

## Historie
První písemná zmínka o obci pochází z roku 1352.

## Obyvatelstvo
| Rok            | 1869 | 1880 | 1890 | 1900 | 1910 | 1921 | 1930 | 1950 | 1961 | 1970 | 1980 | 1991 | 2001 | 2011 | 2021 |
| -------------- | ---- | ---- | ---- | ---- | ---- | ---- | ---- | ---- | ---- | ---- | ---- | ---- | ---- | ---- | ---- |
| Počet obyvatel | 309  | 299  | 304  | 260  | 272  | 230  | 239  | 159  | 157  | 136  | 102  | 77   | 69   | 67   | 85   |
| Počet domů     | 43   | 43   | 45   | 46   | 49   | 49   | 50   | 52   | 46   | 44   | 39   | 39   | 49   | 52   | 59   |

## Obecní správa

### Územněsprávní začlenění
Dějiny územněsprávního začleňování zahrnují období od roku 1850 do současnosti. V chronologickém přehledu je uvedena územně administrativní příslušnost obce (osady) v roce, kdy ke změně došlo:
- do 1849 země česká, kraj Čáslav
- 1850 země česká, kraj Pardubice, politický okres Kutná Hora, soudní okres Čáslav[6]
- 1855 země česká, kraj Čáslav, soudní okres Čáslav
- 1868 země česká, politický i soudní okres Čáslav
- 1939 země česká, Oberlandrat Kolín, politický i soudní okres Čáslav[7]
- 1942 země česká, Oberlandrat Praha, politický i soudní okres Čáslav[8]
- 1945 země česká, správní i soudní okres Čáslav[9]
- 1949 Pardubický kraj, okres Čáslav[10]
- 1960 Středočeský kraj, okres Kutná Hora
- 1961 Středočeský kraj, okres Kutná Hora, obec Tupadly[11]
- k 24. listopadu 1990 Středočeský kraj, okres Kutná Hora[11]
- 2003 Středočeský kraj, obec s rozšířenou působností Čáslav

## Doprava
Dopravní síť
- Pozemní komunikace – Do obce vedou silnice III. třídy.

- Železnice – Železniční trať ani stanice na území obce nejsou.

Veřejná doprava 2011
- Autobusová doprava – Obcí projížděla příměstská autobusová linka Čáslav-Zbýšov-Zbýšov,Chlum (v pracovních dnech 4 spoje) (dopravce Veolia Transport Východní Čechy). O víkendu byla obec bez dopravní obsluhy.

## Pamětihodnosti
- Kaple Panny Marie u vesnice

## Galerie

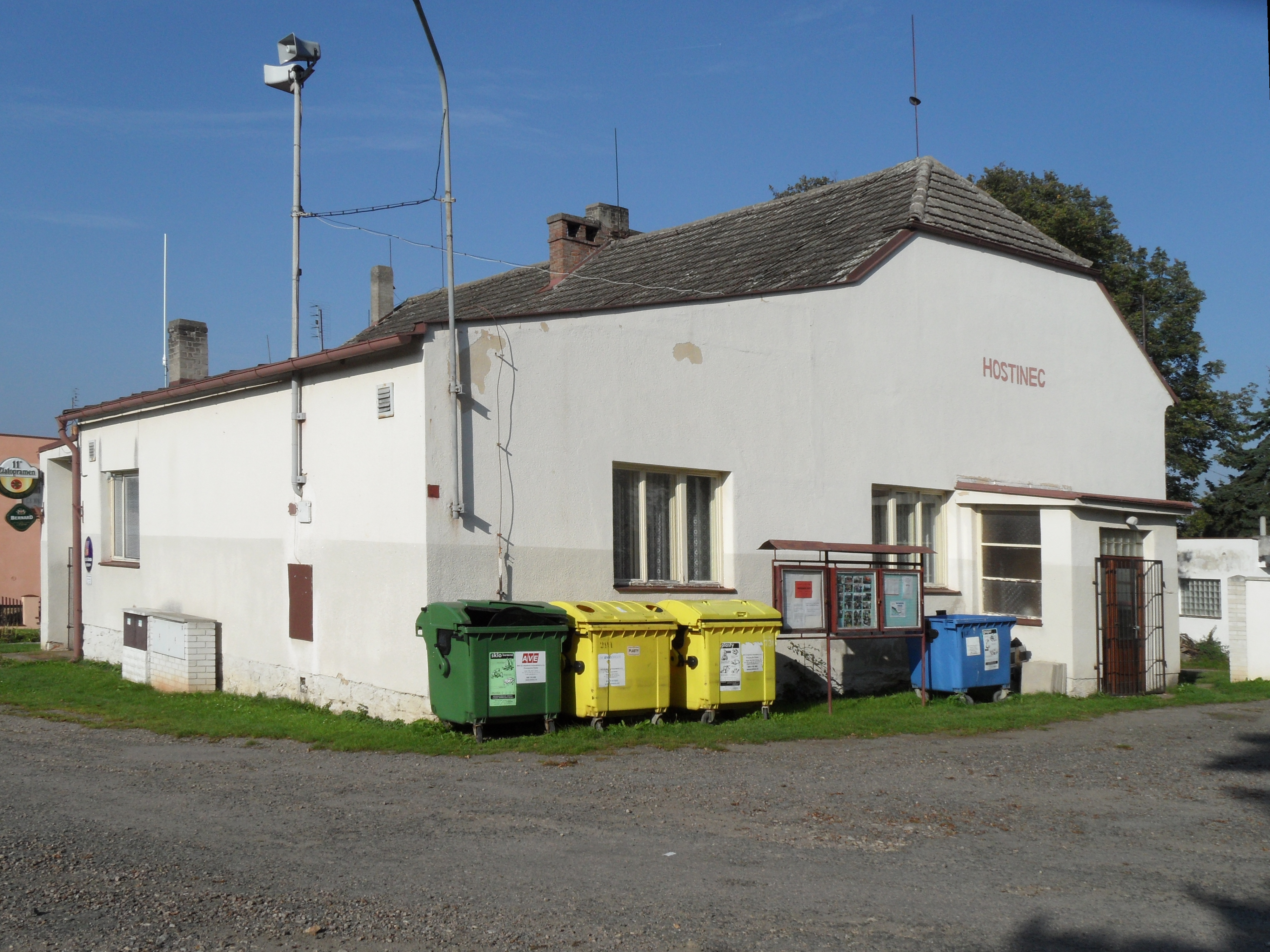
Hostinec
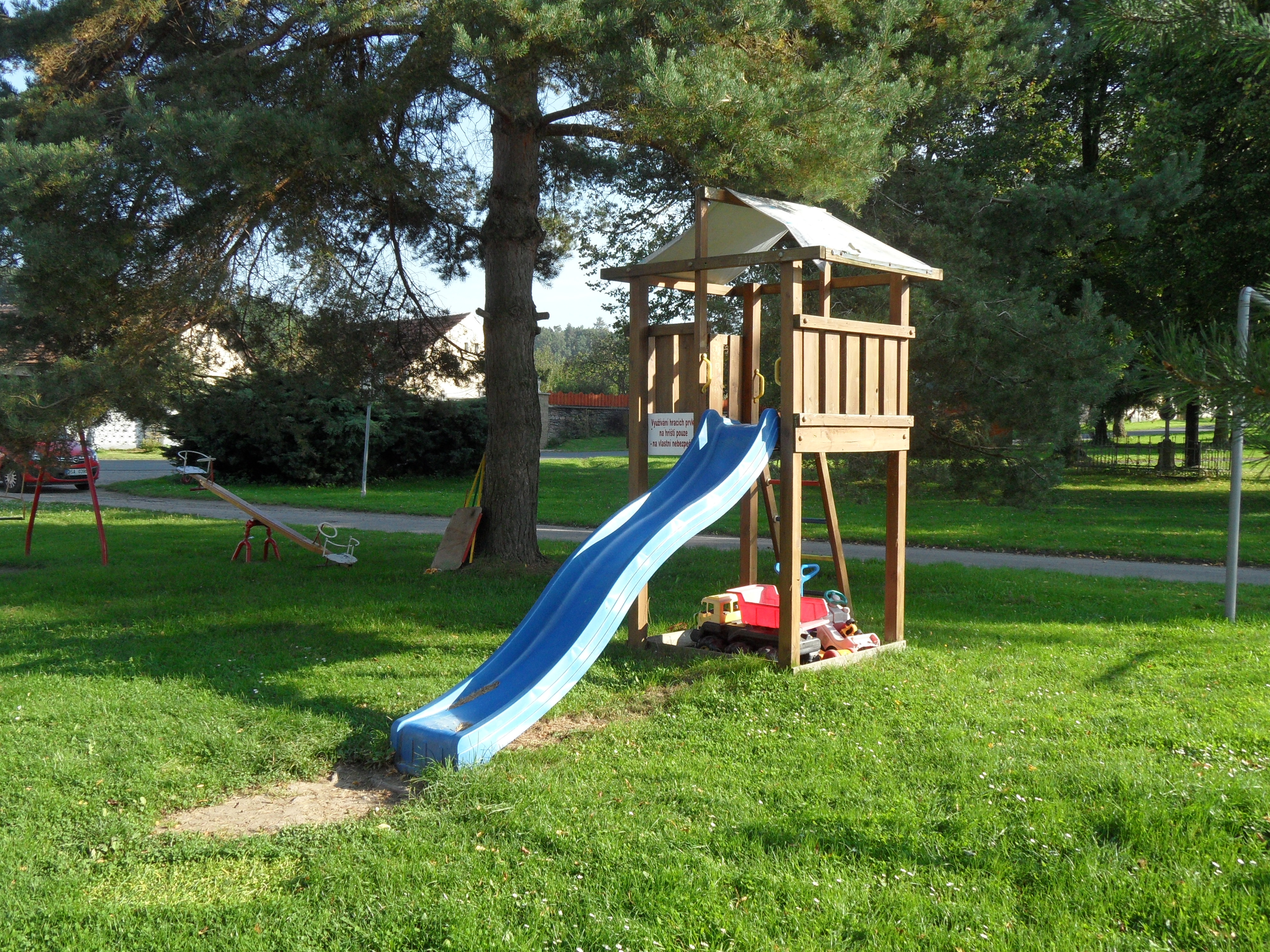
Dětské hřiště
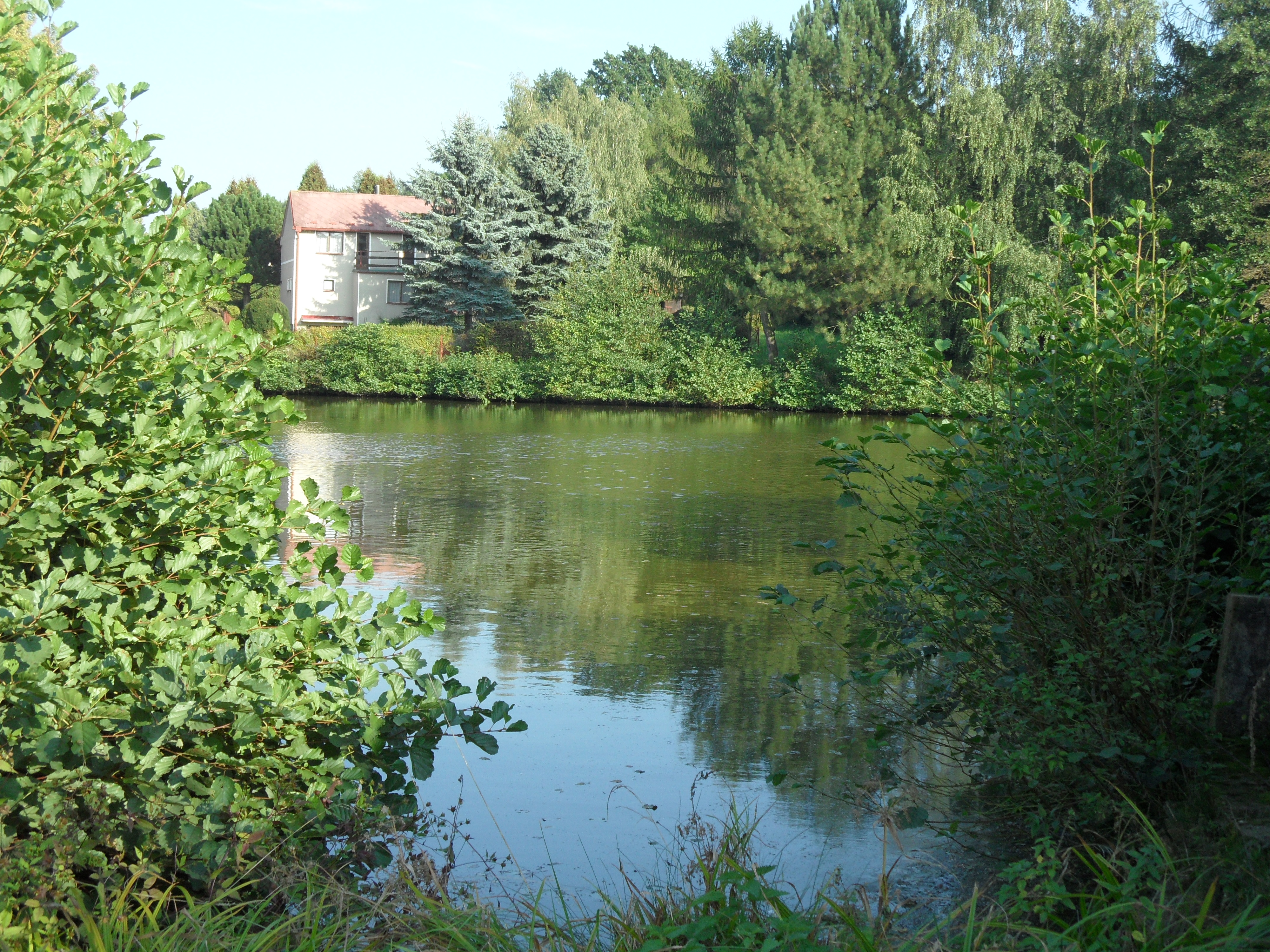
Rybníček v obci
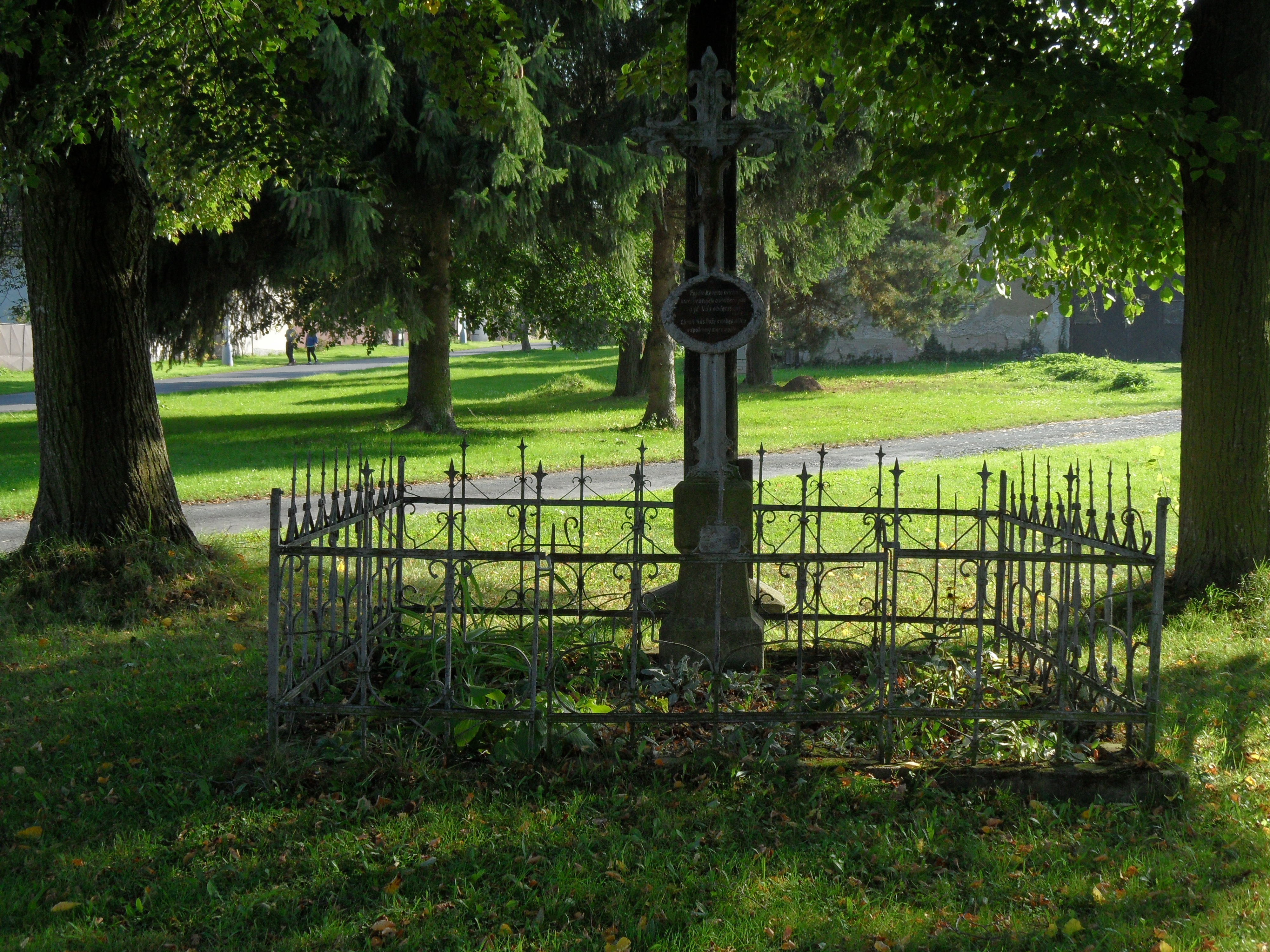
Křížek
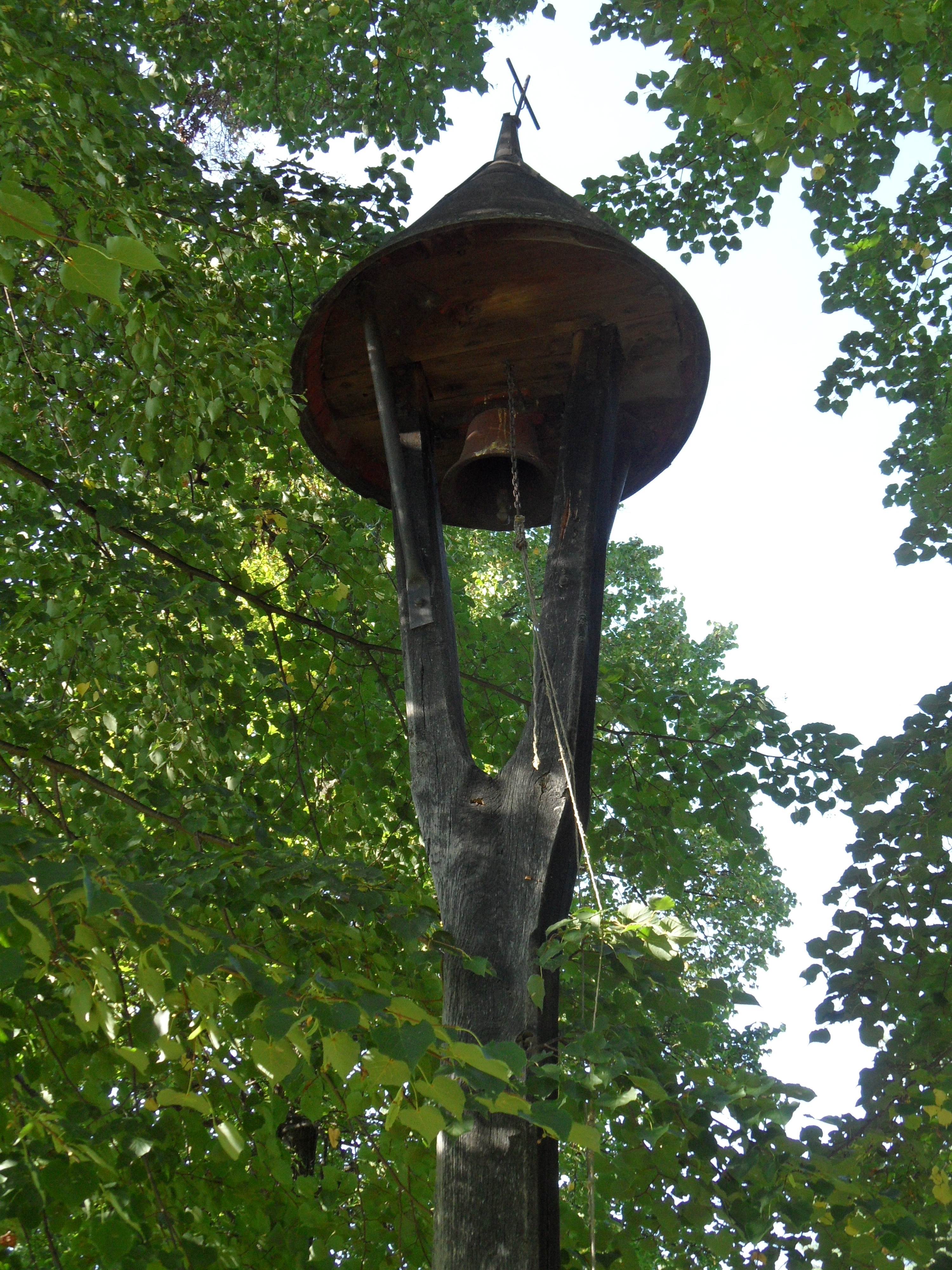
Detail zvoničky